# Berlancourt (Oise)
Berlancourt és un municipi francès, situat al departament de l'Oise i a la regió dels Alts de França. L'any 2007 tenia 307 habitants.

## Demografia

### Població
El 2007 la població de fet de Berlancourt era de 307 persones. Hi havia 111 famílies de les quals 27 eren unipersonals (19 homes vivint sols i 8 dones vivint soles), 23 parelles sense fills, 53 parelles amb fills i 8 famílies monoparentals amb fills.
La població ha evolucionat segons el següent gràfic:
Habitants censats

### Habitatges
El 2007 hi havia 116 habitatges, 111 eren l'habitatge principal de la família, 2 eren segones residències i 4 estaven desocupats. 99 eren cases i 17 eren apartaments. Dels 111 habitatges principals, 81 estaven ocupats pels seus propietaris, 28 estaven llogats i ocupats pels llogaters i 1 estava cedit a títol gratuït; 1 tenia una cambra, 7 en tenien dues, 22 en tenien tres, 17 en tenien quatre i 64 en tenien cinc o més. 37 habitatges disposaven pel capbaix d'una plaça de pàrquing. A 51 habitatges hi havia un automòbil i a 47 n'hi havia dos o més.

### Piràmide de població
La piràmide de població per edats i sexe el 2009 era:
| Homes | Edats   | Dones |
| ----- | ------- | ----- |
| 0     | 95 o +  | 0     |
| 0     | 90 a 94 | 0     |
| 0     | 85 a 89 | 0     |
| 0     | 80 a 84 | 0     |
| 0     | 75 a 79 | 0     |
| 0     | 70 a 74 | 4     |
| 12    | 65 a 69 | 4     |
| 8     | 60 a 64 | 12    |
| 4     | 55 a 59 | 0     |
| 0     | 50 a 54 | 4     |
| 16    | 45 a 49 | 4     |
| 4     | 40 a 44 | 4     |
| 8     | 35 a 39 | 12    |
| 24    | 30 a 34 | 16    |
| 16    | 25 a 29 | 16    |
| 8     | 20 a 24 | 4     |
| 12    | 15 a 19 | 12    |
| 12    | 10 a 14 | 0     |
| 16    | 5 a 9   | 16    |
| 28    | 0 a 4   | 12    |

## Economia
El 2007 la població en edat de treballar era de 196 persones, 145 eren actives i 51 eren inactives. De les 145 persones actives 124 estaven ocupades (72 homes i 52 dones) i 20 estaven aturades (11 homes i 9 dones). De les 51 persones inactives 9 estaven jubilades, 21 estaven estudiant i 21 estaven classificades com a «altres inactius».

### Ingressos
El 2009 a Berlancourt hi havia 112 unitats fiscals que integraven 328,5 persones, la mediana anual d'ingressos fiscals per persona era de 14.620 €.

### Activitats econòmiques
Dels 5 establiments que hi havia el 2007, 2 eren d'empreses de construcció, 1 d'una empresa de comerç i reparació d'automòbils, 1 d'una empresa d'hostatgeria i restauració i 1 d'una empresa classificada com a «altres activitats de serveis».
Dels 2 establiments de servei als particulars que hi havia el 2009, 1 era un guixaire pintor i 1 electricista.
L'únic establiment comercial que hi havia el 2009 era una botiga d'electrodomèstics.
L'any 2000 a Berlancourt hi havia 10 explotacions agrícoles.

## Equipaments sanitaris i escolars
El 2009 hi havia una escola maternal integrada dins d'un grup escolar amb les comunes properes formant una escola dispersa.

## Poblacions més properes
El següent diagrama mostra les poblacions més properes.